# Tercera División de Venezuela 2009-10
La Temporada 2009-10 del Fútbol profesional Venezolano de la Tercera División de Venezuela  comenzó el 20 de septiembre de 2009 con la participación de 37 equipos.

## Sistema de competición
Se disputa en dos torneos: Apertura y Clausura. Los equipos están distribuidos en 7 grupos (Central, Central I, Central II, Central III, Occidental, Occidental II y Occidental III), de acuerdo a su proximidad geográfica.
El primer torneo se disputa entre septiembre y diciembre, y otorga una bonificación de tres (3) puntos a los ganadores de los grupos que se sumaran a la puntuación que obtengan en el Torneo Clausura.
El segundo torneo se disputará entre febrero y mayo del 2010, con la misma distribución de grupos. Los ganadores de cada grupo obtienen el derecho de participar en la Segunda División B de Venezuela y a su vez disputarán la ronda final para decidir el campeón de la categoría.

## Cambios de la 2008-09

### Intercambios entre la Segunda División B y la Tercera División
Los siguientes equipos jugarán la temporada 2009-10 en la segunda división “B”:
- Estudiantes de Mérida FC B (1)
- Portuguesa FC B (2)
- Pellicano FC
- Unión Atlético Aragua (3)
- Real Bolívar Fútbol Club
- La Victoria FC
- Internacional de Anzoátegui (4)

(1) y (2) A pesar de que consiguieron el ascenso, desistieron de participar en la temporada 2009/10

(3) Invitado a jugar por la FVF para ocupar el cupo de Portuguesa FC B 

(4) Cedió sus derechos deportivos al Ureña Sport Club

Los siguientes equipos jugarán en la Tercera División en la temporada 2009-10:
- Academia San José (6)
- Santa Bárbara FC (7)
- UCV Aragua (8)
- Unión Atlético Falcón
- Deportivo Táchira B (9)

(6) y (7) Desistieron de participar en la temporada 2009/10

(8) Se mantuvo en la segunda división B por invitación de la FVF

(9) Intercambió su cupo con Lotería del Táchira FC

### Intercambios entre la Tercera División y los Torneos Regionales
Los siguientes equipos se inscribieron para participar en la temporada 2009/10 de la tercera división:
| - Deportivo Madereinse - Sport Club Guaraní - Real Esspor B - Estrella Roja FC B - Club Atlético López Hernández (C.A.L.H) - Centro Marítimo - Yaracuyanos FC B - Camoruco FC - Arroceros de Calabozo FC - Deportivo Apure FC - Amazonas FC |  | - Deportivo La Pascua - Unión Atlético Zamora - Atlético Turén - Deportivo Lara "B" - Boconoito FC - EF Alfredo Maldonado - Coro FC - Fundación Deportivo El Vigía - IUT La Fría - Santa Elena FC |

Los siguientes equipos descendieron a los torneos regionales o desistieron de participar en la temporada 2009/10:
- Atlético El Callao
- Liga Bolivariana FC
- Junior COL FC
- Llaneros de Guanare FC B
- Sporting Venezuela FC
- Sporting Bolívar FC
- Liga Unión Barquisimeto

## Equipos participantes
Los equipos participantes en la Temporada 2009-10 de la Tercera División del Fútbol Venezolano son los siguientes:
| Grupo Central: - Deportivo Madeirense, de Caracas - Deportivo Peñarol FC, de Caracas - Real Esppor B, de Valle Fresco estado Miranda - Deportivo Tuy, de Ocumare del Tuy estado Miranda - Santa Fe CF, de La Victoria, estado Aragua Grupo Central II: - Estrella Roja FC B, de Caracas - CALH (1), Baruta, estado Miranda - Centro Marítimo, de Turumo estado Miranda - OD Cachimbos, de Los Teques, estado Miranda - Deportivo Colonia FC, de Ocumare del Tuy, estado Miranda Grupo Central III - Aragua FC B, de Maracay, estado Aragua - Yaracuyanos FC B, de San Felipe estado Yaracuy - Sport Club Guaraní, de Valencia estado Carabobo - UCV Aragua, de la La Victoria, estado Aragua - Camoruco FC, de Valencia, estado Carabobo Grupo Central IV - Arroceros de Calabozo FC, de Calabozo, estado Guárico - Deportivo Apure FC, de San Fernando de Apure, estado Apure - Amazonas FC, de Puerto Ayacucho, estado Amazonas - Estudiantes de Guárico FC, de San Juan de los Morros estado Guárico - Deportivo La Pascua, de Valle de La Pascua estado Guárico |  | Grupo Occidental - Unión Atlético Zamora, de Santa Bárbara estado Barinas - Atlético Turén, de Turén estado Portuguesa - Deportivo Lara "B", de Cabudare - Boconoito FC, de San Genaro de Boconoíto estado Portuguesa - Atlético Cojedes B, de San Carlos estado Cojedes - EF Alfredo Maldonado, de Araure estado Portuguesa Grupo Occidental II - Rayo Zuliano FC, de Maracaibo estado Zulia - Coro FC, de Coro estado Falcón - Unión Atlético Falcón, de Punto Fijo estado Falcón - LUZ FC (2), de Maracaibo estado Zulia - Alianza Zuliana FC, de Maracaibo estado Zulia Grupo Occidental III - Fundación Deportivo El Vigía, de El Vigía estado Mérida - Corsarios del Táchira FC (5), de La Fría estado Táchira - Santa Elena FC, de Santa Elena de Arenales estado Mérida - Deportivo Táchira B (3), de San Cristóbal estado Táchira - Omega FC (4), de Valera estado Trujillo - IUT La Fría, de La Fría estado Táchira |

(1) C.A.L.H.: Club Atlético López Hernández

(2) LUZ: La Universidad del Zulia

(3) Lotería del Táchira FC y Deportivo Táchira B intercambiaron divisiones

(4) Anteriormente Unión Deportivo Valera

(5) Anteriormente Deportivo Hawaii IUT

## Torneo Apertura
El Torneo Apertura 2009 es el primer torneo de la Temporada 2009/10 en la Tercera División de Venezuela.
Leyenda: J (Juegos), G (Ganados), E (Empatados), P (Perdidos), GF (Goles a Favor), GC (Goles en Contra), PTS (Puntos),  DG (Diferencia de Goles).

### Grupo Central
|   | Equipo               | J | G | E | P | GF | GC | PTS | DG  |
| - | -------------------- | - | - | - | - | -- | -- | --- | --- |
| 1 | Real Esppor Club B   | 8 | 5 | 1 | 2 | 19 | 9  | 16  | 10  |
| 2 | Deportivo Madereinse | 8 | 4 | 1 | 3 | 16 | 12 | 13  | 4   |
| 3 | Deportivo Peñarol FC | 8 | 3 | 3 | 2 | 14 | 13 | 12  | 1   |
| 4 | Deportivo Tuy        | 8 | 3 | 0 | 5 | 16 | 19 | 9   | -3  |
| 5 | Santa Fe CF          | 8 | 2 | 1 | 5 | 8  | 20 | 7   | -12 |

### Grupo Central 2
|   | Equipo               | J | G | E | P | GF | GC | PTS | DG  |
| - | -------------------- | - | - | - | - | -- | -- | --- | --- |
| 1 | CALH                 | 7 | 5 | 2 | 0 | 15 | 7  | 17  | 8   |
| 2 | Estrella Roja FC B   | 8 | 4 | 2 | 2 | 19 | 11 | 14  | 8   |
| 3 | Centro Marítimo      | 7 | 4 | 1 | 2 | 9  | 6  | 13  | 3   |
| 4 | OD Cachimbos         | 8 | 0 | 5 | 3 | 10 | 14 | 5   | -4  |
| 5 | Deportivo Colonia FC | 8 | 0 | 2 | 6 | 4  | 19 | 2   | -15 |

### Grupo Central 3
|   | Equipo             | J | G | E | P | GF | GC | PTS | DG |
| - | ------------------ | - | - | - | - | -- | -- | --- | -- |
| 1 | Aragua FC B        | 8 | 8 | 0 | 0 | 22 | 4  | 24  | 18 |
| 2 | Sport Club Guaraní | 8 | 3 | 2 | 3 | 8  | 7  | 11  | 1  |
| 3 | Yaracuyanos FC B   | 8 | 2 | 3 | 3 | 6  | 9  | 9   | -3 |
| 4 | UCV Aragua         | 8 | 2 | 2 | 4 | 7  | 14 | 8   | -7 |
| 5 | Camoruco FC        | 8 | 0 | 3 | 5 | 1  | 10 | 3   | -9 |

### Grupo Central 4
|   | Equipo                    | J | G | E | P | GF | GC | PTS | DG |
| - | ------------------------- | - | - | - | - | -- | -- | --- | -- |
| 1 | Arroceros de Calabozo     | 8 | 5 | 3 | 0 | 17 | 5  | 18  | 12 |
| 2 | Estudiantes de Guárico FC | 8 | 4 | 3 | 1 | 9  | 5  | 15  | 3  |
| 3 | Amazonas FC               | 8 | 2 | 3 | 3 | 9  | 9  | 9   | 0  |
| 4 | Deportivo Apure           | 8 | 2 | 2 | 4 | 7  | 12 | 8   | -5 |
| 5 | Deportivo La Pascua       | 8 | 1 | 1 | 6 | 4  | 12 | 4   | -8 |

### Grupo Occidental 1
|   | Equipo                | J  | G | E | P | GF | GC | PTS | DG  |
| - | --------------------- | -- | - | - | - | -- | -- | --- | --- |
| 1 | Unión Atlético Zamora | 10 | 6 | 4 | 0 | 20 | 9  | 22  | 11  |
| 2 | Deportivo Lara "B"    | 10 | 6 | 1 | 3 | 20 | 8  | 19  | 12  |
| 3 | Boconoíto FC          | 10 | 3 | 5 | 2 | 11 | 12 | 14  | -1  |
| 4 | Atlético Turén        | 10 | 3 | 4 | 3 | 18 | 11 | 13  | 7   |
| 5 | Atlético Cojedes B    | 10 | 1 | 4 | 5 | 7  | 26 | 7   | -19 |
| 6 | EF Alfredo Maldonado  | 10 | 0 | 4 | 6 | 12 | 22 | 4   | -10 |

### Grupo Occidental 2
|   | Equipo                | J | G | E | P | GF | GC | PTS | DG  |
| - | --------------------- | - | - | - | - | -- | -- | --- | --- |
| 1 | Rayo Zuliano FC       | 8 | 3 | 4 | 1 | 15 | 8  | 13  | 7   |
| 2 | LUZ FC                | 8 | 3 | 4 | 1 | 15 | 10 | 13  | 5   |
| 3 | Unión Atlético Falcón | 8 | 3 | 3 | 2 | 9  | 5  | 12  | 4   |
| 4 | Coro FC               | 8 | 2 | 5 | 1 | 14 | 10 | 11  | 4   |
| 5 | Alianza Zuliana FC    | 8 | 0 | 2 | 6 | 6  | 26 | 2   | -20 |

### Grupo Occidental 3
|   | Equipo                       | J  | G | E | P | GF | GC | PTS | DG |
| - | ---------------------------- | -- | - | - | - | -- | -- | --- | -- |
| 1 | Fundación Deportivo El Vigía | 10 | 5 | 3 | 2 | 24 | 14 | 18  | 10 |
| 2 | Omega FC                     | 10 | 4 | 5 | 1 | 23 | 12 | 17  | 11 |
| 3 | Corsarios del Táchira FC     | 10 | 4 | 3 | 3 | 17 | 13 | 15  | 4  |
| 4 | Deportivo Táchira B          | 10 | 3 | 3 | 4 | 16 | 24 | 12  | -9 |
| 5 | Santa Elena FC               | 10 | 3 | 2 | 5 | 12 | 21 | 12  | -9 |
| 6 | IUT La Fría                  | 10 | 2 | 2 | 6 | 11 | 19 | 8   | -8 |

Última actualización: 24 de noviembre de 2009

Fuente: 

## Serie Final Torneo Apertura 2009

### Cuartos de final
Luego de definir los 8 clasificados a los cuartos de final. Se disputaron a partidos de ida y vuelta para decidir los semifinalistas:
| 29 de noviembre; 3:00 p. m. | C.A.L.H | 0:0 | Arroceros de Calabozo |  |  |

| 02 de diciembre; 3:00 p. m.                                 | Arroceros de Calabozo                      | 4:0 | C.A.L.H |  |  |
|                                                             | José Salazar 68' 71' 78' · José Araujo 75' |     |         |  |  |
| Arroceros de Calabozo pasa a la semifinal con un global 4-0 |                                            |     |         |  |  |

| 29 de noviembre; 11:00 a. m. | Real Esppor B     | 1:1     | Aragua B                |  |  |
|                              | Argenis Gómez 63' | Reporte | Anderson Arciniagas 59' |  |  |

| 02 de diciembre; 7:00 p. m.                                              | Aragua B                | 1:1 | Real Esppor B     |  |  |
|                                                                          | Anderson Arciniegas 74' |     | Marlon Rivero 39' |  |  |
| El Aragua FC "B" pasa a semifinales al ganar en penales 3-1 (global 2-2) |                         |     |                   |  |  |

| 29 de noviembre; 3:00 p. m. | Fundación Deportivo El Vigía | 1:1     | Unión Atlético Zamora |  |  |
|                             | Harly Ovalles 68'            | Reporte | José Pulido 18'       |  |  |

| 02 de diciembre; 3:00 p. m.                                        | Unión Atlético Zamora | 1:2 | Fundación Deportivo El Vigía |  |  |
|                                                                    | Javier Moreno 5'      |     | Genlis Piñero 1' 74'         |  |  |
| Fundación Deportivo El Vigía pasa a la semifinal con un global 3-2 |                       |     |                              |  |  |

| 29 de noviembre; 3:30 p. m. | Rayo Zuliano FC  | 1:3 | Deportivo Lara "B"                                           |  |  |
|                             | Alex Casiani 77' |     | Arnaldo Granda 11' · Carlos Moreno 57' · Joan Arriechi 90+1' |  |  |

| 02 de diciembre; 7:00 p. m.                              | Deportivo Lara "B"                                                                        | 6:0     | Rayo Zuliano FC |  |  |
|                                                          | Eduardo Zavaleta 5' · Jorge González 20' · Carlos Moreno 75' 77' · Johan Arrieche 85' 89' | Reporte |                 |  |  |
| Deportivo Lara "B" pasa a la semifinal con un global 9-1 |                                                                                           |         |                 |  |  |

### Semifinal
Las semifinales comenzarán el domingo 6 de diciembre:
| 6 de diciembre; 3:30 p. m. | Arroceros de Calabozo | 0:1 | Aragua FC B       |  |  |
|                            |                       |     | Jorge Márquez 69' |  |  |

| 9 de diciembre; 3:00 p. m. | Aragua FC B | 1:1 | Arroceros de Calabozo |  |  |

| 6 de diciembre; 3:30 p. m. | Deportivo Lara "B"                           | 3:1 | Fundación Deportivo El Vigía |  |  |
|                            | Arnaldo Granda 16' 45' · Italo Freites 45+2' |     | Arly Ovalles 80' (pen)       |  |  |

| 9 de diciembre; 3:30 p. m. | Fundación Deportivo El Vigía | 2:3 | Deportivo Lara "B" |  |  |

### Final
La final se disputó a partido de ida y vuelta, resultando ganador el Aragua FC:
| 12 de diciembre; 3:30 p. m. | Deportivo Lara "B" | 0:0 | Aragua FC "B" |  |  |

| 15 de diciembre; 7:00 p. m.                           | Aragua FC "B" | 0:0 | Deportivo Lara "B" | Hermanos Ghersi, Maracay |  |
| Aragua "B" gana al vencer en penales 4:3 (Global 0:0) |               |     |                    |                          |  |

## Torneo Clausura
El Torneo Clausura 2010 es el segundo torneo de la temporada 2009-10 en la Tercera División de Venezuela. Se disputó entre los meses de febrero y mayo de 2010.
Para el Torneo Clausura solo participaron 32 de los 37 equipos que iniciaron la temporada. Los siguientes equipos desistieron de participar:
- Deportivo Tuy
- Santa Fe CF
- Centro Marítimo
- Deportivo La Pascua
- Corsarios del Táchira FC

Leyenda: J (Juegos), G (Ganados), E (Empatados), P (Perdidos), GF (Goles a Favor), GC (Goles en Contra), PTS (Puntos),  DG (Diferencia de Goles).

### Grupo Central
|   | Equipo                | J | G | E | P | GF | GC | PTS | DG  |
| - | --------------------- | - | - | - | - | -- | -- | --- | --- |
| 1 | Arroceros de Calabozo | 8 | 8 | 0 | 0 | 35 | 2  | 24  | +33 |
| 2 | Deportivo Peñarol FC  | 8 | 5 | 1 | 2 | 14 | 11 | 16  | +3  |
| 3 | Deportivo Apure       | 8 | 4 | 0 | 4 | 16 | 7  | 12  | +9  |
| 4 | Estrella Roja FC B    | 8 | 2 | 1 | 5 | 5  | 11 | 7   | -6  |
| 5 | Deportivo Colonia FC  | 8 | 0 | 0 | 8 | 7  | 46 | 0   | -39 |

### Grupo Central 2
|   | Equipo                    | J  | G | E | P | GF | GC | PTS | DG  |
| - | ------------------------- | -- | - | - | - | -- | -- | --- | --- |
| 1 | Deportivo Madereinse      | 9  | 6 | 0 | 3 | 26 | 16 | 18  | +10 |
| 2 | CALH                      | 10 | 4 | 4 | 2 | 21 | 10 | 16  | +11 |
| 3 | Estudiantes de Guárico FC | 9  | 4 | 3 | 2 | 12 | 13 | 15  | -1  |
| 4 | Real Esppor Club B        | 8  | 2 | 3 | 3 | 13 | 16 | 9   | -3  |
| 5 | OD Cachimbos              | 10 | 2 | 3 | 5 | 9  | 20 | 9   | -11 |
| 6 | Amazonas FC               | 8  | 1 | 3 | 4 | 9  | 15 | 6   | -6  |

### Grupo Central 3
|   | Equipo             | J | G | E | P | GF | GC | PTS | DG  |
| - | ------------------ | - | - | - | - | -- | -- | --- | --- |
| 1 | Camoruco FC        | 8 | 4 | 4 | 0 | 14 | 5  | 16  | +9  |
| 2 | Yaracuyanos FC B   | 7 | 3 | 2 | 2 | 12 | 6  | 11  | +6  |
| 3 | Aragua FC B        | 7 | 2 | 5 | 0 | 6  | 2  | 11  | +4  |
| 4 | Sport Club Guaraní | 7 | 1 | 4 | 2 | 7  | 10 | 7   | -3  |
| 5 | UCV Aragua         | 7 | 0 | 1 | 6 | 2  | 18 | 1   | -16 |

### Grupo Occidental 1
|   | Equipo                | J | G | E | P | GF | GC | PTS | DG  |
| - | --------------------- | - | - | - | - | -- | -- | --- | --- |
| 1 | Atlético Turén        | 9 | 5 | 2 | 2 | 19 | 14 | 17  | +5  |
| 2 | Boconoíto FC          | 9 | 5 | 2 | 2 | 14 | 8  | 17  | +6  |
| 3 | Unión Atlético Zamora | 9 | 3 | 4 | 2 | 16 | 12 | 13  | +4  |
| 4 | EF Alfredo Maldonado  | 9 | 3 | 3 | 3 | 10 | 13 | 12  | -3  |
| 5 | Deportivo Lara "B"    | 8 | 3 | 2 | 3 | 10 | 8  | 11  | +2  |
| 6 | Atlético Cojedes B    | 8 | 0 | 1 | 7 | 7  | 21 | 1   | -14 |

### Grupo Occidental 2
|   | Equipo                | J | G | E | P | GF | GC | PTS | DG |
| - | --------------------- | - | - | - | - | -- | -- | --- | -- |
| 1 | LUZ FC                | 8 | 5 | 1 | 2 | 10 | 5  | 16  | +5 |
| 2 | Unión Atlético Falcón | 7 | 3 | 2 | 2 | 9  | 7  | 11  | +2 |
| 3 | Rayo Zuliano FC       | 7 | 3 | 1 | 3 | 5  | 6  | 10  | -1 |
| 4 | Coro FC               | 7 | 2 | 1 | 4 | 2  | 5  | 7   | -3 |
| 5 | Alianza Zuliana FC    | 7 | 1 | 3 | 3 | 7  | 10 | 6   | -3 |

### Grupo Occidental 3
|   | Equipo                       | J | G | E | P | GF | GC | PTS | DG |
| - | ---------------------------- | - | - | - | - | -- | -- | --- | -- |
| 1 | Deportivo Táchira B          | 7 | 5 | 0 | 2 | 19 | 16 | 15  | +3 |
| 2 | IUT La Fría                  | 7 | 3 | 1 | 3 | 13 | 14 | 10  | -1 |
| 3 | Fundación Deportivo El Vigía | 7 | 2 | 3 | 2 | 10 | 9  | 9   | +1 |
| 4 | Santa Elena FC               | 7 | 2 | 2 | 3 | 12 | 12 | 8   | 0  |
| 5 | Omega FC                     | 8 | 2 | 2 | 4 | 10 | 13 | 8   | -3 |

Última actualización: 1 de abril de 2010

Fuente: 

## Serie Final Torneo Clausura 2010

### Cuartos de final
Los partidos de ida se disputaron el 6 de mayo
| 6 de mayo; 3:00 p. m. | Aragua FC B | 0:0 | Arroceros de Calabozo | Hermanso Ghersi, Maracay             |  |
|                       |             |     |                       | Árbitro(s): Antony Peralta (Yaracuy) |  |

|  | Arroceros de Calabozo | 2:1 | Aragua FC B |  |  |

| 6 de mayo; 3:00 p. m. | Deportivo Peñarol | 0:1 | Deportivo Madereinse | Fray Luis II, Caracas               |                                     |
|                       |                   |     | Airan Díaz 67'       | Árbitro(s): Fernando Salón (Aragua) | Árbitro(s): Fernando Salón (Aragua) |

|  | Deportivo Madereinse | 1:3 | Deportivo Peñarol |  |  |

| 6 de mayo; 3:00 p. m. | Atlético Turén | 0:1 | Camoruco FC       | Victor Ramos, Turén             |                                 |
|                       |                |     | Harold Munera 63' | Árbitro(s): Ivan Polanco (Lara) | Árbitro(s): Ivan Polanco (Lara) |

|  | Camoruco FC | 1:4 | Atlético Turén |  |  |

| 6 de mayo; 3:00 p. m. | Luz FC                                                  | 3:2 | Deportivo Táchira B                         | La Estancia, Maracaibo          |                                 |
|                       | Neudo Navas 43' · Deini Méndez 54' · Samuel Sánchez 63' |     | Adisson Rodríguez 30' · Jonifer Álvarez 44' | Árbitro(s): Jorge Díaz (Falcón) | Árbitro(s): Jorge Díaz (Falcón) |

|  | Deportivo Táchira B | 6:0 | Luz FC |  |  |

### Semifinal
|  | Arroceros de Calabozo | 0:0 | Deportivo Peñarol |  |  |

|  | Deportivo Peñarol | 3:4 | Arroceros de Calabozo |  |  |

|  | Deportivo Táchira | 2:2 | Atlético Turén |  |  |

|  | Atlético Turén | 0:2 | Deportivo Táchira |  |  |

### Final
|  | Deportivo Táchira | 3:2 | Arroceros de Calabozo |  |  |

|                                                                         | Arroceros de Calabozo | 3:2 | Deportivo Táchira             |  |  |
|                                                                         | José Carrasquel       |     | Engelbert Pérez Carlos Moreno |  |  |
| El Deportivo Táchira B gana en penales 3:4, campeón del Torneo Clausura |                       |     |                               |  |  |

## Final
la final de la temporada 2009/10 se jugó a partido único en un campo neutral Guanare
|  | Deportivo Táchira | 1:3 | Aragua Fútbol Club "B" |  |  |

Aragua Fútbol Club "B"

Campeón